# Pama (Oostenrijk)
Pama (Kroatisch: Bijelo Selo, Hongaars: Lajtakörtvélyes) is een gemeente in de Oostenrijkse deelstaat Burgenland, gelegen in het district Neusiedl am See (ND). De gemeente heeft ongeveer 1000 inwoners. Tot 1920 behoorde de gemeente tot Hongarije.
Tijdens de volkstelling van 1910 was de meerderheid van de bevolking van Kroatische afkomst, minderheden werden gevormd door de Hongaars- en Duitstaligen.
Tegenwoordig is de gemeente tweetalig, de plaatsnaamborden zijn zowel in het Duits als in het Kroatisch.

## Geografie
Pama heeft een oppervlakte van 26,4 km². Het ligt in het uiterste oosten van het land. 
Andau · Apetlon · Bruckneudorf · Deutsch Jahrndorf · Edelstal · Frauenkirchen · Gattendorf · Gols · Halbturn · Illmitz · Jois · Kittsee · Mönchhof · Neudorf bei Parndorf · Neusiedl am See · Nickelsdorf · Pama · Pamhagen · Parndorf · Podersdorf am See · Potzneusiedl · Sankt Andrä am Zicksee · Tadten · Wallern im Burgenland · Weiden am See · Winden am See · Zurndorf